# 新民街道 (厦门市)
新民街道是中国福建省厦门市同安区下辖的一个街道。2022年4月8日，析置为新民街道、新美街道。

## 行政区划
新民镇共辖17个行政村，分别是：
四口圳村、后宅村、禾山村、梧侣村、乌涂村、西塘村、洋厝埔村、西山村、蔡宅村、湖柑村、柑岭村、溪林村、后坂村、南山村、新塘村、土楼村、湖安村。
2022年4月8日调整后，新民街道下辖柑岭、湖柑、洋厝埔、西山、蔡宅5个村和西塘、乌涂2个社区。